# Theta1 Orionis A
Désignations
Theta1 Orionis A (θ1 Ori A) est une étoile variable de type Algol de la constellation d'Orion, située à ∼ 1 230 a.l. (∼ 377 pc) de la Terre. Il s'agit d'un système trinaire (les étoiles sont désignées θ1 Ori A1, A2 et A3) qui fait partie de l'amas du Trapèze et dont les autres membres sont Theta1 Orionis B, C et D ainsi que E (le plus faible).